# يوزيف كوفاتش (عداء سريع)
يوزيف كوفاتش (بالمجرية: Kovács József)‏ هو عداء سريع مجري، ولد في 14 مارس 1911 في بودابست في المجر، وتوفي بنفس المكان في 18 أغسطس 1990.

## وصلات خارجية
- يوزيف كوفاتش على موقع الاتحاد الدولي لألعاب القوى (الإنجليزية)
- يوزيف كوفاتش على موقع اللجنة الأولمبية الدولية (الإنجليزية)
- يوزيف كوفاتش على موقع أوليمبيديا (الإنجليزية)
- يوزيف كوفاتش على موقع اللجنة الأولمبية المجرية (الهنغارية)